# حمام قدیمی سرایان

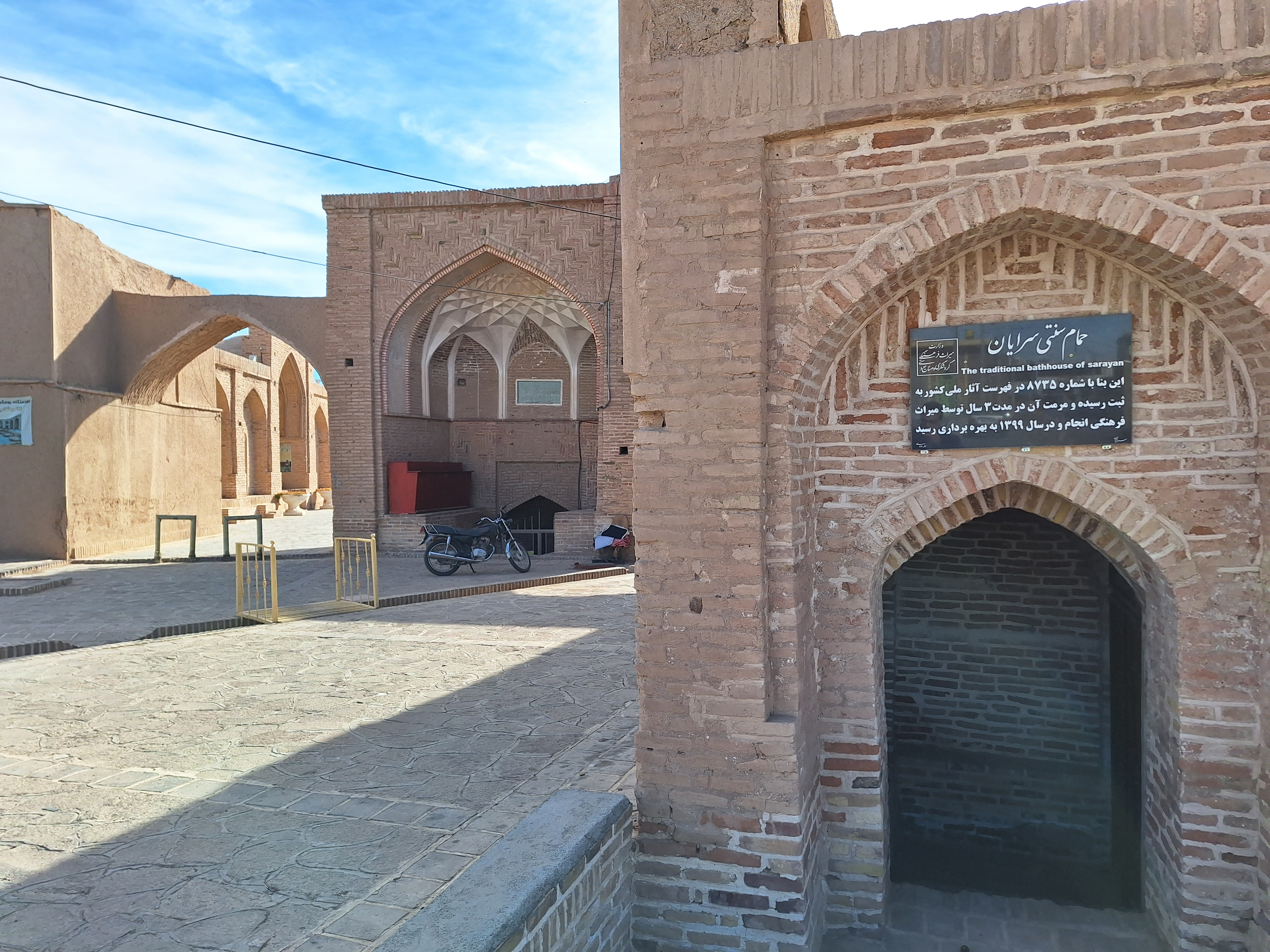
حمام قدیمی و تاریخی سرایان با نمایی از آب انبار و کاروانسرا

حمام قدیمی سرایان مربوط به دوره صفوی است و در مجموعه تاریخی این شهر در میانه بافت تاریخی آن واقع شده است. این اثر در تاریخ ۱۰ خرداد ۱۳۸۲ با شمارهٔ ثبت ۸۷۳۵ به‌عنوان یکی از آثار ملی ایران به ثبت رسیده است.
کتیبه سردر حمام هنگام نقشه برداری از داخل کشف شده و بر اساس متن کتیبه نزدیک به 500 سال قدمت دارد. این حمام در زمینی به طول 37 متر در 14 متر و دو بخش مردانه و زنانه ساخته شده و مصالح به کار رفته در این بنا شامل آجر و ملات گچ و اندود ساروج است.
از جمله اقدامات مرمتی صورت گرفته، حذف الحاقات، جمع آوری موزاییک فرش فرسوده، خاکبرداری و آواربرداری، جمع آوری کامل و بازسازی مجدد گربه روها (سیستم گرمایش از کف سنتی) و پوشش گربه روها، استحکام بخشی پی‌ها و دیوار بنا، جمع‌آوری طاق‌ها و پوشش سقف در قسمت‌های آسیب دیده و اجرای مجدد، اجرای اندود ساروج کلیه فضاها، ساخت سرویس بهداشتی، اصلاح سیستم فاضلاب، بازسازی دوش متناسب با معماری سنتی، اجرای گرمایش از کف، لوله کشی تاسیسات آبی، اجرای سنگ فرش کف و دیواره‌ها تا ارتفاع یک متر، مرمت سر در ورودی و بازسازی کامل ورودی حمام کوچک، آجر فرش کف رختکن و ورودی‌ها، تکمیل فضای حمام ترکی و ... بوده است.